# Hereford
Hereford – miasto i civil parish w Wielkiej Brytanii, w Anglii, w hrabstwie ceremonialnym Herefordshire, położone w pobliżu granicy z Walią, nad rzeką Wye. W 2011 roku civil parish liczyła 53 516 mieszkańców.
Hereford to typowe miasteczko rolnicze (nazwę „Hereford” nosi rasa bydła mięsnego). Miasto to znajduje się około 26 km na wschód od granicy Walii i 37 km na zachód od miasta Worcester.
Miasto wspomniane zostało w Domesday Book (1086). W mieście znajduje się katedra zbudowana w 1079 roku. W katedrze znajduje się największa znana mapa średniowieczna, tzw. mapa z Hereford (mappa mundi), z ok. 1300 roku.
W Hereford swoją kwaterę główną ma elitarna brytyjska jednostka specjalna Special Air Service.
W 1978 Hereford odbyły się pierwsze żużlowe Mistrzostwa Europy na torze trawiastym.
W mieście rozwinął się przemysł metalowy, spożywczy, meblarski, szklarski oraz skórzany.

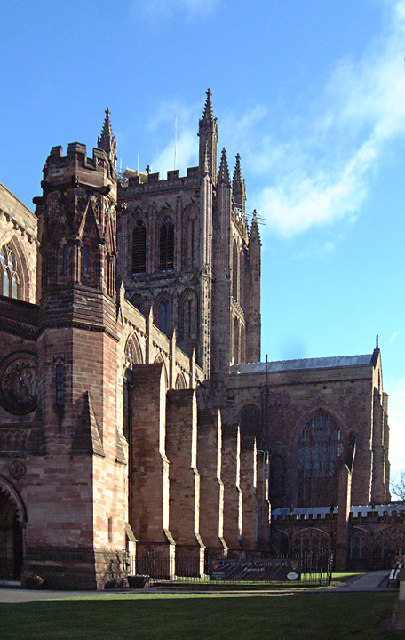
Katedra w Hereford
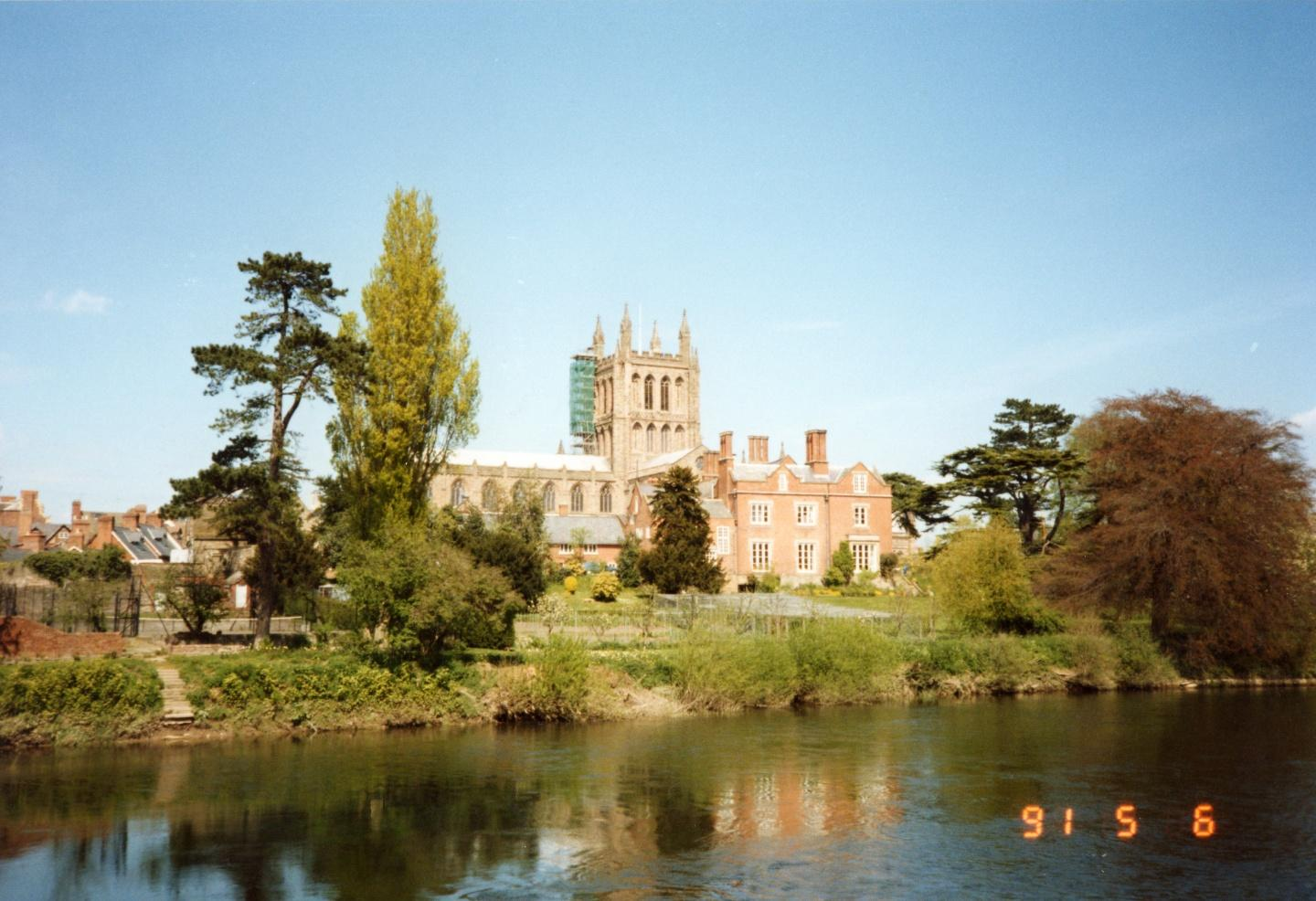
Katedra i rzeka Wye

## Współpraca
- Dillenburg, Niemcy
- Vierzon, Francja